# جزیره خرو
جزیره خرّو از جزیره‌های غیر مسکونی ایرانی در خلیج فارس و در استان بوشهر (ناحیه شهرستان بوشهر) واقع شده است.
جزیره خرو همراه با شیف، ام‌الکرم، ام سیله (خان)، خرو، مولیات، سه‌دندون، مُطاف، مُرغی، چراغی و... از جمله جزایر غیرمسکونی خلیج فارس هستند. جزیره‌های غیرمسکونی خلیج فارس از اهمیت ویژه جهانی به عنوان زیستگاه مرجان‌های دریایی (خوراک غواصها)، محل تخمگذاری پرستوهای دریایی و لاک پشتها و زیستگاه انواع پرندگان مهاجر برخوردار است. جزیره‌های ایرانی خلیج فارس بیش از این تعداد است که تعدادی از آن‌ها در زمان جزر و مد نام جزیره به خود می‌گیرند.